# Василівщина
Василі́вщина — село в Україні, у Білопільській міській громаді Сумського району Сумської області. Населення становить 40 осіб. До 2020 орган місцевого самоврядування - Гуринівська сільська рада.

## Географія
Село розташоване на правому березі річки Криги, неподалік від впадіння до неї річки Павлівки. Вище за течією на відстані 1.5 км розташоване село Мар'янівка, нижче за течією на відстані 4 км розташоване місто Білопілля, вище за течією на відстані 2 км розташоване село Мороча. На відстані 1 км розташоване село Гуринівка.
Річка у цьому місці звивиста, утворює лимани та стариці.

## Історія
- Поблизу села зайдені поселення рянньої залізної доби.
- Село постраждало внаслідок геноциду українського народу, проведеного урядом СССР 1923–1933 та 1946–1947 роках[джерело?].
- 12 червня 2020 року, відповідно до розпорядження Кабінету Міністрів України № 723-р «Про визначення адміністративних центрів та затвердження територій територіальних громад Сумської області», село увійшло до складу Білопільської міської громади[1].
- 19 липня 2020 року, в результаті адміністративно-територіальної реформи та ліквідації Білопільського району, село увійшло до складу новоутвореного Сумського району[2].

## Особистості
В селі народився Овчаренко Федір Данилович — вчений у царині колоїдної хімії, академік Національної академії наук України.